# Endiandra reticulata
Endiandra reticulata là loài thực vật có hoa trong họ Nguyệt quế. Loài này được Gillespie miêu tả khoa học đầu tiên năm 1931.